# Władysław Mącior
Władysław Mącior (ur. 25 czerwca 1930 w Szynwałdzie, zm. 20 października 2022) – polski prawnik, profesor nauk prawnych, specjalista prawa karnego, doradca ministra sprawiedliwości Zbigniewa Ziobry, nauczyciel akademicki Uniwersytetu Jagiellońskiego.

## Życiorys
W latach 1951–1953 studiował na Wydziale Filologicznym Uniwersytetu Jagiellońskiego. Na własną prośbę przeniesiony został na Wydział Prawa UJ, który ukończył w 1957. Stopień doktora nauk prawnych uzyskał w roku 1963 na podstawie pracy pod tytułem „Polska konstrukcja podżegania i pomocnictwa a teoria udziału w przestępstwie.” Uchwałą Rady Wydziału Prawa UJ z dnia 10 grudnia 1968 na podstawie dorobku naukowego i pracy pt. „Problem przestępstw nieumyślnych na tle aktualnych wymagań teorii i praktyki” uzyskał stopień naukowy doktora habilitowanego w zakresie nauk prawnych. Jego praca habilitacyjna została nagrodzona w 1970 przez Ministra Oświaty i Szkolnictwa Wyższego. W latach 1978–1979 prowadził badania naukowe w Instytucie Maksa Plancka we Freiburgu, a w latach 1985 oraz 1987 na Uniwersytecie w Getyndze. Tytuł naukowy profesora nauk prawnych uzyskał w 1992 r. Prowadził wykłady i seminaria z prawa karnego na UJ, a ponadto wykłady z logiki dla prawników najpierw w Filii Wydziału Prawa UJ w Katowicach, a następnie także na UJ w Krakowie.
Był delegatem na I Krajowy Zjazd NSZZ „Solidarność”. Był członkiem Polskiej Sekcji Międzynarodowego Stowarzyszenia Prawa Karnego (Association internationale de droit pénal). Uczestniczył w pracach Centrum Obywatelskich Inicjatyw Ustawodawczych Solidarności. Do 15 listopada 2007 był wiceprzewodniczącym Komisji Kodyfikacyjnej Prawa Karnego przy Ministrze Sprawiedliwości.

## Poglądy
W swojej działalności naukowej zajmował się głównie problematyką przestępstwa i kary. W zakresie nauki o przestępstwie zakwestionował powszechnie uznawane przez prawników twierdzenie, że zaniechanie jest czynem. Twierdzenie to jest niezgodne z rzeczywistością, czyli fałszywe. Zaniechanie to brak czynu, a nie żaden czyn. W konsekwencji podważył powszechnie akceptowane przez prawników założenie, że każde przestępstwo musi być czynem. Założenie to jest nieadekwatne do potrzeb walki z przestępczością. Nie obejmuje bowiem zaniechania. Aby jednak móc karać za przestępstwa z zaniechania, przyjmuje się – wbrew rzeczywistości – że zaniechanie jest czynem.
Jego zdaniem system prawa karnego powinien opierać się na realistycznym założeniu, że przestępstwo jest czynem zakazanym (działaniem) lub brakiem czynu nakazanego (zaniechaniem). Jest zwolennikiem sprawiedliwościowej racjonalizacji kary. Kara jako dolegliwość powinna być sprawiedliwą odpłatą za wyrządzone zło, czyli za popełnione przestępstwo. Głównym wskaźnikiem jej wymiaru powinna być wina sprawcy. Od tej zasady możliwe są wyjątki na rzecz prewencji indywidualnej, ale tylko w odniesieniu do przestępców nieletnich i młodocianych. Jest zdecydowanym i konsekwentnym krytykiem kodeksu karnego z roku 1997. Jego zdaniem kodeks ten został pod wieloma względami źle opracowany. Sankcje karne zostały nadmiernie zredukowane, zwłaszcza za przestępstwa popełnione przy użyciu przemocy wobec ofiary. Idea kary sprawiedliwej nie znalazła w kodeksie normatywnego wyrazu, co jest dużym jego błędem. Mącior twierdził, że u podstaw tego kodeksu legły następujące czynniki:
- ideologia liberalizmu w prawie karnym,
- naiwna wiara w resocjalizację przestępców,
- znacznie większa troska o przestępców aniżeli o ich ofiary.

W związku z oparciem kodeksu karnego z roku 1997 na takich przesłankach Mącior pisał tak:„im dłużej będzie obowiązywał niepoprawiony kodeks karny, tym gorzej dla społeczeństwa, natomiast tym lepiej dla przestępców.”

## Publikacje naukowe

### Monografie
1. Problem przestępstw nieumyślnych na tle aktualnych wymagań teorii i praktyki, Kraków: Zeszyty Naukowe UJ, 1968.
2. Czyn ludzki i jego znaczenie w prawie karnym, Warszawa: Wyd. Prawnicze, 1990, ISBN 83-219-0535-8.

### Artykuły dot. podstawowych zagadnień prawa karnego
1. O finalizmie w prawie karnym, Warszawa: „Państwo i Prawo” nr 6/1971.
2. Nieświadomość bezprawności czynu a odpowiedzialność karna, Warszawa: „Państwo i Prawo” nr 10/1972.
3. Zbieg przepisów ustawy jako problem logiczny i prawny, Warszawa: „Państwo i Prawo” nr 1/1975,
4. Odpowiedzialność karna za przestępne współdziałanie, Warszawa: „Państwo i Prawo” nr 4/1977 (artykuł napisany dla uczczenia 80-tej rocznicy urodzin profesora Władysława Woltera).
5. Das Verbrechen als verbotene Handlung oder als Mangel der gebotenen Handlung, Zeitschrift für die gesamte Strafrechtswissenschaft, Band 93 / 1981 / Heft 3, ISSN 0084-5310.
6. Kara śmierci jako ultima ratio, Warszawa: „Państwo i Prawo” nr 9-12/1981.
7. Die polnische Konstruktion von Anstiftung und Beihilfe, „Recht in Ost und West”, Heft 1/1986, ISSN 0486-1485.
8. Der Begriff und die Bedeutung der gesellschaflichen Gefährlichkeit der Tat im polnischen Strafgesetzbuch von 1969, „Recht in Ost und West”, Heft 1 / 1989, ISSN 0486-1485.
9. Negatywny wpływ marksizmu na polską naukę prawa karnego, Warszawa: „Palestra” nr 8-9/1990.Nr indeksu 36851, ISSN 0031-0344.
10. Założenia nowej polityki karnej. Analiza Kodeksu Karnego z 1997 roku. „Kwartalnik konserwatywny” Nr 5, s. 21-33, Lato 1999 Wyd. A.S.A.P Warszawa, ISSN 1428-3654.
11. Nieudany kodeks karny z 1997 roku, [w:] W kręgu teorii i praktyki prawa karnego, Księga poświęcona pamięci Profesora Andrzeja Wąska, Lublin 2005, ISBN 83-227-2373-3.
12. Kara dostosowana do stopnia winy sprawcy. Rzeczpospolita Nr 123(6503)s. C3, 28 maja 2003. ISSN 0208-9130
13. Naczelne założenia prawa karnego a rzeczywistość, [w:] Skargowy model procesu karnego, Księga ofiarowana Profesorowi Stanisławowi Stachowiakowi, Warszawa 2008, ISBN 978-83-7601-070-0.
14. Złe prawo należy zmienić, [w:] Aktualne problemy prawa karnego – Księga pamiątkowa z okazji Jubileuszu 70. urodzin Profesora Andrzeja Szwarca. Poznań: Wydawnictwo Naukowe UAM, 2009, s. 367-379. ISBN 978-83-232-2029-9.
15. Powstanie i zmierzch krakowskiej szkoły prawa karnego [w:] Księga jubileuszowa Profesora Romualda Kmiecika, Warszawa: Wydawnictwo Iudicium et Scientia, 2011, ISBN 978-83-264-1626-2.
16. Nieudane regulacje kodeksowe a polityka karna. "Dziennik Gazeta Prawna" Nr 214 (3604), s. B13, 5 listopada 2013. ISSN 2080-6744

### Inne artykuły
1. Czy Senat powinien nadal istnieć. „Rzeczpospolita” 239 (3888) s. 5, 13 października 1994. ISSN 0208-9130
2. Na granicy prawa. „Rzeczpospolita”. 268 (3917) s.16, 18 listopada 1994. ISSN 0208-9130.
3. Transplantacja – ale uczciwa. „Dziennik Polski”. 95 (15461) s. 15, 24 kwietnia 1995. r. ISSN 0137-9089.
4. Nietykalność cielesna także po śmierci. Kontrowersyjna transplantacja „Rzeczpospolita – Prawo co dnia” Nr 214 (4167), s. 14, 15 września 1995 r. ISSN 0208-9130.
5. Nadmierna liberalizacja jest tak samo szkodliwa jak nadmierna represja. „Rzeczpospolita”. 113 (4367) s. 17, 16 maja 1996. ISSN 0208-9130.
6. Referendum konstytucyjne. „Prawo i Życie”. 26 (1693) s. 27, 28 czerwca 1997. ISSN 0551-9101.
7. Obrona konieczna. „Prawo i Życie”. 14 (1729) s. 16-17, 7 kwietnia 1998; ISSN 0551-9101.
8. Sąd nad złem – Parlamentarny osąd Polski Ludowej i komunizmu. „Prawo i Życie”. 17 (1732) s. 12-13, 28 kwietnia 1998. ISSN 0551-9101
9. Zasada Petera. „Prawo i Życie”. 30 (1745) s. 16-17, 18 sierpnia 1998. ISSN 0551-9101
10. Dwie Polski: posierpniowa i postkomunistyczna. „Tygodnik Solidarność” Nr 51/52(379-/380) s. 10-11, 1995. ISSN 0208-8045
11. Oświęcimskie krzyże. „Prawo i Życie”. 36 (1751) s. 19, 10 listopada 1998 r. ISSN 0551-9101
12. Błędne założenia polityki karnej – Wadliwy kodeks karny i ultraliberalni sędziowie to czynniki uniemożliwiające sprawiedliwie sadzenie przestępców. „Życie”. 106 (1096) s. 14, 8 maja 2000. ISSN 1427-177X
13. Cynizm postkomunistyczny. „Tygodnik AwS”. 24 (179) s. 20, 11 czerwca 2000 r. ISSN 1428-8885.
14. Nie sztuka twierdzić, sztuka uzasadnić. „Rzeczpospolita”. 195(6272) s. C3, 22 sierpnia 2002. ISSN 0208-9130.
15. Kryzys autorytetu władzy. „Jurysta – Magazyn prawny”. 9-10 (120-121) s. 30-33, 2003. ISSN 1230-7114.
16. Konstytucja i kodeksowa ochrona życia. „ Jurysta – Magazyn prawny”. 3 (126) s. 3-5, 2004. ISSN 1230-7114.
17. Pozorny autorytet. „Gazeta Polska” Nr 7 (760) s. 10, 13 lutego 2008. ISSN 1230-4581.
18. „Jaka wina, taka kara” Rozmowa z prof. Władysławem Mąciorem – rozmawiał Włodzimierz Knap. „Dziennik Polski”. 255(19 569) s. 11, 30 października 2008. ISSN 0137-9089.
19. Mit kary nieuchronnej. „ Dziennik Polski – Kraków”. 132 (20 055) s. A9, 9 czerwca 2010. ISSN 0137-9089.
20. Wolność słowa a godność człowieka. „Dziennik Gazeta Prawna”. 111 (3249W1) s. A15, 11 czerwca 2012. ISSN 2080-6744
21. Prawo do dziecka istnieje jak prawo do wolności. „Dziennik Gazeta Prawna”. 213 (3351W1) s. A4, 2-4 listopada 2012. ISSN 2080-6744
22. Niekompetencja a wspinanie się po szczeblach kariery. „Dziennik Gazeta Prawna”. 59 (3449W2) s. A4, 25 marca 2013. ISSN 2080-6744
23. Przywrócić niektórym występkom charakter zbrodni. „Dziennik Gazeta Prawna”. 103 (3493W1) s. B12, 29-30 maja 2013. ISSN 2080-6744
24. Społeczna solidarność 33 lata po powstaniu "Solidarności" "Dziennik Gazeta Prawna" 167 (3557) s. A5, 29 sierpnia 2013. ISSN 2080-6744
25. Upadek komunizmu: pewne sprawy warto przypomnieć. "Dziennik Gazeta Prawna" 108 (3749) s. A6, 5 czerwca 2014. ISSN 2080-6744
26. Granice ochrony życia. "Dziennik Gazeta Prawna" 192 (3833) s. C8, 3-5 października 2014. ISSN 2080-6744
27. Troska o przestępców, a nie o ofiary. „Rzeczpospolita”. 128(10157) s. I3, 3 – 4 czerwca 2015. Dodatek tylko dla prenumeratorów "Rz". ISSN 0208-9130.
28. Sejm powinien mieć prawo uchylania błędnych orzeczeń TK. "Dziennik Gazeta Prawna" 138 (4285) s. D7, 19 lipca 2016. ISSN 2080-6744

Ponadto Mącior jest autorem wielu glos do orzeczeń Sądu Najwyższego oraz kilku recenzji prac naukowych, m.in. książki ks. prof Tadeusza Ślipko SJ. Napisał wspomnienia pośmiertne profesorów nauk prawnych
Władysława Woltera, Jana Sehna i Juliusza Makarewicza

## Udział w ważniejszych konferencjach naukowych krajowych i zagranicznych
1. Kraków, październik 1974 – referat nt. zbiegu przepisów ustawy.
2. Popowo, maj 1977 – głos w dyskusji, [w:] Zeszyty Naukowe Instytutu Badania Prawa Sądowego, numer specjalny z 1978.
3. Bonn, maj 1979 – głos w dyskusji nt. etiologii przestępstwa.
4. Katowice, wrzesień 1982 – referat nt. ogólnych dyrektyw sądowego wymiaru kary.
5. Frankfurt a.M., maj 1985 – głos w dyskusji nt. prewencji generalnej jako dyrektywy wymiaru kary, [w:] Zeitschrift für die gesamte Strafrechtswissenschaft, B.97 / 1985 / Heft 4.
6. Kazimierz n. Wisłą, kwiecień 1988 – konferencja naukowa zorganizowana przez Katolicki Uniwersytet Lubelski nt. reformy prawa karnego; głos w dyskusji nt. kary śmierci oraz przerywania ciąży.
7. Kraków, czerwiec 1988; międzynarodowa konferencja nt. „Konstytucyjne podstawy wymiaru sprawiedliwości w sprawach karnych” – głos w dyskusji nt. konstytucyjnego zapisu zasady nullum crimen sine lege poenali.
8. Kraków, śierpień 1988 – Międzynarodowa Konferencja Praw Człowieka zorganizowana przez Komisję ds. Interwencji i Praworządności NSZZ „Solidarność” – udział w obradach.

## Odczyty wygłoszone za granicą
1. Instytut Maksa Plancka we Freiburgu, 1979 – odczyt nt. czynu i zaniechania w prawie karnym.
2. Uniwersytet w Getyndze oraz w Kolonii, 1985 – odczyt nt. polskiej konstrukcji podżegania i pomocnictwa.
3. Uniwersytet w Getyndze, 1987 – odczyt nt. pojęcia społecznego niebezpieczeństwa czynu w polskim kodeksie karnym z 1969 r.

## Kontrowersje wokół artykułu wNewsweeku Polska
W maju 2007 tygodnik Newsweek Polska zamieścił artykuł, w którym znani polscy prawnicy Zbigniew Ćwiąkalski i Andrzej Zoll wypowiadali się, jakoby prof. Mącior przekazywał w latach 80. XX wieku cenne informacje SB. Sam zainteresowany jednoznacznie zaprzeczył oskarżeniom. Ówczesny Minister Sprawiedliwości Zbigniew Ziobro stanął w obronie prof. Mąciora, stwierdzając, iż „Profesor został brutalnie zaatakowany” z jego powodu i że z dokumentów IPN wynika, że Służba Bezpieczeństwa (SB) nie podjęła próby werbunku prof. Mąciora. Zarzuty „Newsweeka” określił jako „nikczemne”. Według min. Ziobry prof. Mącior nie dość, że nie był współpracownikiem SB, to był dyskryminowany na uczelni (UJ). Ziobro nadto stwierdził, że rezygnacja prof. Mąciora z zasiadania w Trybunale Stanu była związana z jego bardzo złym stanem zdrowia, a nie obawy przed lustracją.
Na konferencji prasowej prokurator Jacek Wygoda z IPN stwierdził, że w Instytucie nie ma żadnych dokumentów świadczących, że W. Mącior był traktowany jako osobowe źródło informacji. Według prok. Wygody o tym, że Mącior nie był traktowany jako kandydat na tajnego współpracownika, świadczy fakt, że rozmawiający z nim pracownik służb bezpieczeństwa nie utajnił jego dokumentów. Wygoda zauważył, że spotkania Mąciora z funkcjonariuszem SB nie miały charakteru tajnego i odbywały się w miejscu publicznym.
Oskarżeniom prof Mąciora o współpracę z SB kategorycznie zaprzeczył prof. Piotr Franaszek dyrektor Instytutu Historii Uniwersytetu Jagiellońskiego, badacz infiltracji środowiska naukowego UJ przez SB. Na łamach „Rzeczpospolitej” stwierdził on: Po wprowadzeniu stanu wojennego są tylko donosy na Mąciora Nr 136 (7733).
Ze względu na swoje poglądy polityczne, które otwarcie ujawniał, zwłaszcza na wykładach, Mącior uważany był za antykomunistycznego opozycjonistę. Był aktywnym członkiem NSZZ Solidarność na Wydziale Prawa UJ. Został nawet wybrany do władz wydziałowych NSZZ Solidarność. Nic też dziwnego, że znalazł się w kręgu zainteresowań SB. W planie pracy operacyjnej SB (dokument na temat akcji o kryptonimie „Wściekli”, opublikowany w książce W. Zabłockiego „Co o nas wiedzieli?”) Mącior został wymieniony – wśród kilku pracowników UJ – jako osoba, z którą należy przeprowadzić rozmowę celem pozyskania do współpracy. Zakreślono też termin – 30 października 1981. Nie ma jednak żadnych dowodów na to, że SB udało się w zakreślonym terminie zrealizować swój zamiar. Nie ma też żadnych śladów w dokumentach IPN jakiejkolwiek rozmowy z Mąciorem na temat ewentualnej jego współpracy z SB.
W dokumentach IPN znajdują się informacje operacyjne kpt. Knapika, oficera SB śledzącego środowisko naukowe UJ. Według tych informacji prof. Mącior dwa dni przed wyjazdem na I Zjazd „Solidarności” w 1981 r. odbył we własnym mieszkaniu 4-godzinną rozmowę z kpt. Knapikiem. W związku z tym Mącior stanowczo oświadczył, że jest to kłamstwo, gdyż kpt. Knapik nigdy nie przekroczył progu jego mieszkania. Wspomniana zaś rozmowa trwała ok. jednej godziny i odbyła się w holu głównego budynku UJ przy ul. Gołębiej 24. Kpt. Knapik – inwigilując środowisko naukowe UJ – dość często przychodził do tego budynku i zaczepiał różne osoby, prowokując je do rozmowy z nim. Gdy w dniu 2 września 1981 r. Mącior wszedł do wspomnianego budynku UJ, podszedł do niego kpt. Knapik i powiedział, że chciałby porozmawiać z nim w ważnej sprawie, po czym od razu rozpoczął rozmowę. Dotyczyła ona przede wszystkim pobytu Mąciora w RFN, a ponadto sytuacji politycznej i ekonomicznej w Polsce. Jak się później okazało, kpt. Knapik podstępnie nagrywał rozmowę.
Pod koniec 1984 r. Mącior starał się o paszport na wyjazd do RFN. SB potraktowała to jako okazję do pozyskania go do współpracy. Po przeprowadzeniu odpowiedniego rozpoznania SB uznała, że Mącior nie nadaje się do współpracy. Świadczy o tym notatka służbowa sporządzona przez pracownika SB, w której wyraźnie napisano, że doc. Mącior ze względu na swą osobowość oraz powiązania i sympatię z byłą „Solidarnością” nie nadaje się do operacyjnego wykorzystania.
Gdy się stało jasne, że ministrem sprawiedliwości zostanie Zbigniew Ćwiąkalski (15 listopada 2007), Mącior złożył rezygnację z dalszego pełnienia funkcji wiceprzewodniczącego Komisji Kodyfikacyjnej Prawa Karnego przy ministrze sprawiedliwości.
W swoich publicznych wypowiedziach prof. Mącior podkreślał, że oskarżenie go o współpracę z SB zostało oparte na kłamstwie, u podstaw którego legła nienawiść i podłość.

## Odznaczenia
- Krzyż Komandorski Orderu Odrodzenia Polski (2008)[19]
- Złoty Krzyż Zasługi (1977)